# Жернель
Жерне́ль (фр. Gernelle) — коммуна во Франции, находится в регионе Шампань — Арденны. Департамент коммуны — Арденны. Входит в состав кантона Виллер-Семёз. Округ коммуны — Шарлевиль-Мезьер.
Код INSEE коммуны — 08187.
Коммуна расположена приблизительно в 210 км к северо-востоку от Парижа, в 100 км севернее Шалон-ан-Шампани, в 8 км к востоку от Шарлевиль-Мезьера.

## Население
Население коммуны на 2008 год составляло 343 человека.
| 1962 | 1968 | 1975 | 1982 | 1990 | 1999 | 2008 |
| ---- | ---- | ---- | ---- | ---- | ---- | ---- |
| 213  | 230  | 257  | 322  | 330  | 335  | 343  |

## Экономика
В 2007 году среди 233 человек в трудоспособном возрасте (15—64 лет) 181 были экономически активными, 52 — неактивными (показатель активности — 77,7 %, в 1999 году было 71,6 %). Из 181 активных работали 167 человек (94 мужчины и 73 женщины), безработных было 14 (1 мужчина и 13 женщин). Среди 52 неактивных 18 человек были учениками или студентами, 21 — пенсионерами, 13 были неактивными по другим причинам.

## Фотогалерея

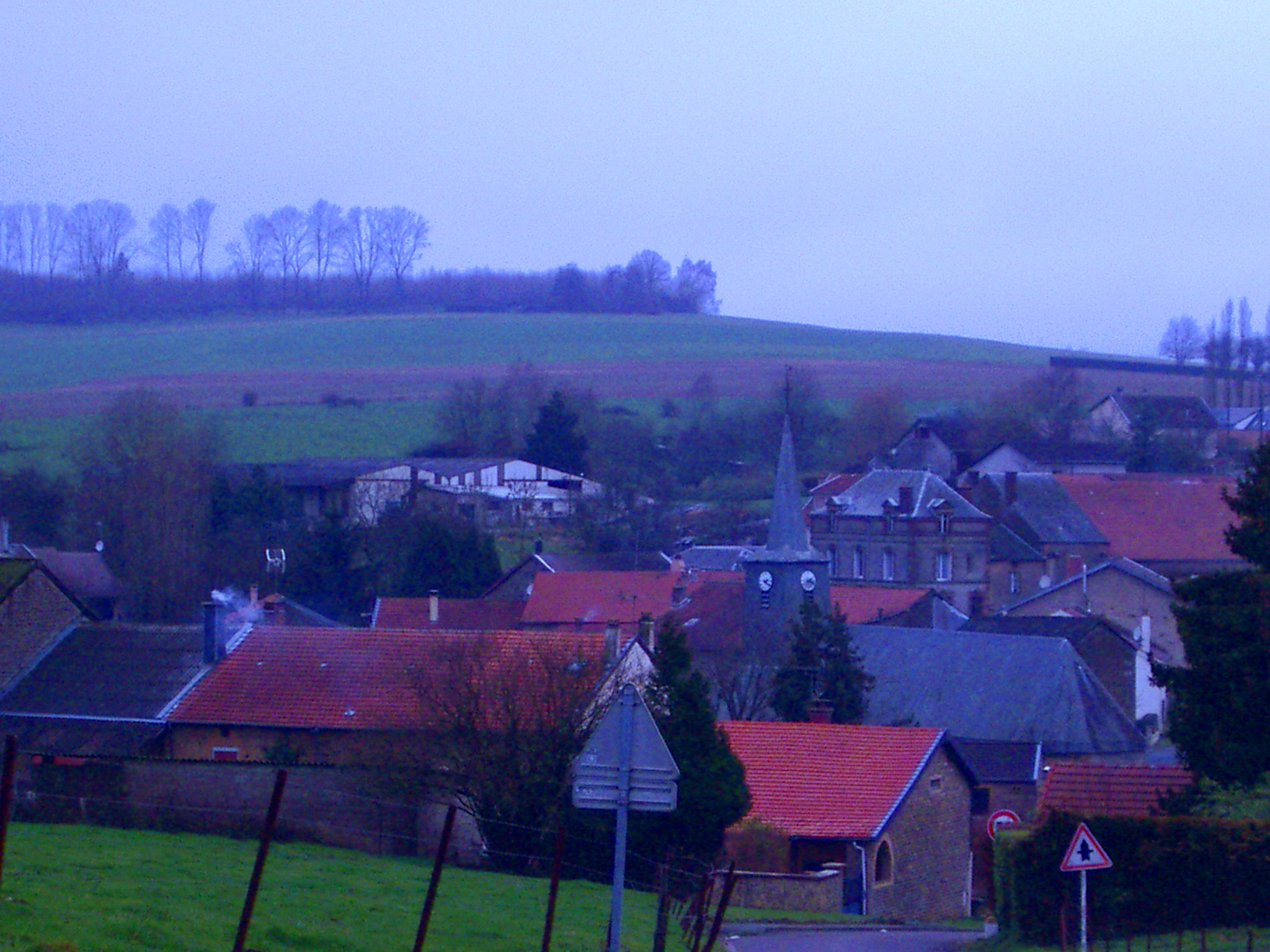
Жернель
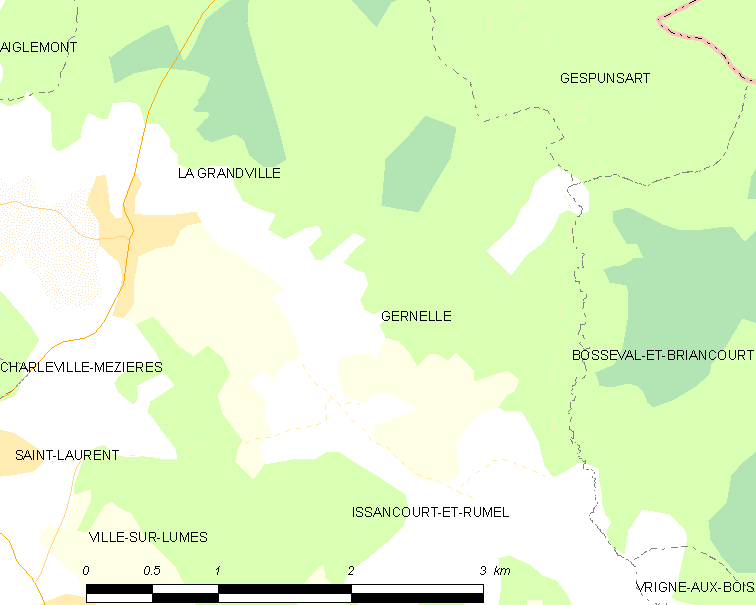
Карта коммуны